# Stadio Luigi Razza
Lo stadio Luigi Razza è un impianto sportivo di Vibo Valentia. Sorge in via Piazza d'Armi, a 492 metri sul livello del mare.

## Storia
Lo stadio di Vibo Valentia è intitolato a Luigi Razza, ex ministro dei lavori pubblici durante il periodo fascista, nativo di Vibo Valentia e scomparso il 7 agosto 1935, in un incidente aereo avvenuto nei cieli egiziani a quindici miglia dal Cairo.
In origine, il campo di gioco era dell'adiacente scuola di polizia e in seguito a numerosi ampliamenti e adattamenti assunse l'attuale immagine di struttura moderna.
L'impianto è dotato di un impianto di illuminazione e il fondo erboso ha un'estensione di 105 x 62 m.

## Capienza dello stadio
La capienza totale si aggira attorno ai 6000 posti suddivisi in tre settori, così divisi:
| Settore   | Capienza |
| --------- | -------- |
| Curva Est | 1.100    |
| Tribuna   | 3.500    |
| Gradinata | 1.400    |
| Totale    | 6.000    |

## Utilizzo
Lo stadio è la sede di gioco e d'allenamento dell'U.S. Vibonese Calcio, squadra di calcio della città e delle sue giovanili.

## Incontri di selezioni nazionali
Lo stadio Luigi Razza ha ospitato un incontro della Nazionale di calcio dell'Italia Under-21.
| Arbitro: | Attard |

|                         |           |  |
| Lupoli 13’ Paonessa 83’ | Marcatori |  |